# Gilbert Girouard
Pour les articles homonymes, voir Girouard.
Gilbert Anselme Girouard, né le 26 octobre 1846 et mort le 13 janvier 1885, est un marchand et un homme politique du Nouveau-Brunswick, au Canada.

## Biographie
Gilbert Anselme Girouard naît le 26 octobre 1846 à Sainte-Marie-de-Kent. Il suit des études au Collège Saint-Joseph qui venait juste d’être fondé et, une fois ses diplômes obtenus en 1868, il commence par enseigner dans la paroisse de son village natal. Toutefois, il décide très vite de se lancer dans les affaires et part s’établir à Bouctouche où il ouvre un magasin général en 1870.
Girouard se lance en politique en 1878 et est élu député fédéral du Comté de Kent le 17 septembre sous l’étiquette libéral-conservateur. Il devient ainsi le deuxième Acadien après Auguste Renaud à siéger à la Chambre des communes. Il est ensuite réélu le 20 juin 1882 et ne perdra son siège qu’en raison de sa démission en 1883.
Durant son mandat, il œuvre pour sa conscription en se battant notamment pour l’établissement de la ligne de chemin de fer Bouctouche-Moncton qui verra finalement le jour en 1885. Il n’oublie pas non plus son ascendance acadienne et soutient la nomination d’un Acadien au poste de Sénateur qui interviendra la même année avec la désignation de Pascal Poirier. C’est justement en compagnie de ce dernier qu’il assiste à la convention de la société Saint-Jean-Baptiste en 1880 à Québec, événement qui allait être à l’origine de la création des conventions nationales acadiennes dont la première se déroulera à Memramcook en 1881 avec Girouard comme secrétaire du comité de régie.
À la suite d'accusations de conflit d’intérêt portées par Timothy Warren Anglin, député de Gloucester, liées à une demande d’indemnités de Girouard auprès du gouvernement fédéral, ce dernier démissionne à l’été 1883. Sa santé chancelante et le désir marqué de Pierre-Amand Landry, autre Acadien engagé en politique, de prendre son siège ont sans doute également pesé dans la balance.
Girouard est alors nommé Receveur des Douanes à Richibouctou mais il décède peu après à Bouctouche, le 13 janvier 1885, à seulement 38 ans, de la tuberculose.